# Manabu Nikaidō
Manabu Nikaidō (jap. 二階堂 学, Nikaidō Manabu, geb. am 6. Juni 1966) ist ein ehemaliger japanischer Skispringer.
Nikaidō gab am 18. Dezember 1988 in Sapporo sein Debüt im Skisprung-Weltcup. Bereits in seinem ersten Springen konnte er mit dem 14. Platz zwei Weltcup-Punkte gewinnen. Da dies die einzigen Punktgewinne in der Saison 1988/89 waren, beendete er diese auf dem 64. Platz in der Weltcup-Gesamtwertung. In der folgenden Saison konnte er diese Leistung noch einmal steigern und erreichte den 60. Platz in der Weltcup-Gesamtwertung. Bei der Skiflug-Weltmeisterschaft 1990 in Vikersund flog Nikaidō auf den 45. Platz und erreichte mit 140 m seine persönliche Bestweite. Seine aktive Skisprungkarriere beendete Nikaidō mit dem Start bei der Nordischen Skiweltmeisterschaft 1991 im Val di Fiemme, wo er von der Normalschanze auf den 34. Platz sprang.
Sein Sohn Ren Nikaidō ist ebenfalls Skispringer.